# Wiedervereinigungsdenkmal Tüschnitz
Das Wiedervereinigungsdenkmal Tüschnitz erinnert im oberfränkischen Ort Tüschnitz an die Wiedervereinigung Deutschlands. Alljährlich findet am Tag der Deutschen Einheit am 3. Oktober eine Gedenkfeier statt.

## Geschichte und Beschreibung
Nach der Wende pflanzte die CSU Küps zum ersten Feiertag der Wiedervereinigung am 3. Oktober 1990 zwei Linden. Im Jahr 1995 wurde von der Gemeinde Küps der „Bayernstein“ aus dem Frankenwald gestiftet. Der Künstler und Steinmetz Holdemar Zapf meisselte das bayerische Wappen hinein. In den folgenden Jahren setzten sich Tüschitzer Bürger intensiv um die Beschaffung weiterer Steine aus allen 16 Bundesländern ein. Bereits 1995 wurde ein Stein aus Hessen und aus Baden-Württemberg geliefert. Am 30. September 1997 kam ein Stein aus der Frauenkirche von Dresden dazu und im April des folgenden Jahres ein Ornamentstein vom Kölner Dom. 1997 gab es bereits den zweiten Stein aus Thüringen, welcher aus Wurzbach stammte. Im Mai 2000 war es ein Stein, von der Schlosskirche Wittenberg und somit vom Land Sachsen-Anhalt, der nächste Stein rollte aus dem Saarland von Losheim am See an, vom Mainzer Dom und somit von Rheinland-Pfalz folgte der nächste Stein, inzwischen waren auch Steine aus Hamburg, Bremen, Brandenburg, Niedersachsen und aus Berlin angeliefert, schließlich stiftete Baron von Künsberg noch den letzten Stein, welcher nun den Abschluss bildet. Am 3. Oktober 2000 wurde das Denkmal seiner Bestimmung übergeben.
Das Denkmal liegt am Linden-Rundwanderweg Tüschnitz.